# 以赛亚·伯林
以赛亚·伯林爵士，OM（英語：Sir Isaiah Berlin，1909年6月6日—1997年11月5日）是俄裔英国社会与政治理论家、哲学家和观念史学家。尽管伯林反对为出版而写作，但其演讲与谈话常被录制，并整理成文出版。伯林关于自由理论和价值多元主义的著作，以及他对马克思主义和共产主义的批评，对后续思潮有重要影响。
1909年，以赛亚·伯林出生于现拉脱维亚首都里加（当时属于俄罗斯帝国），6岁时移居彼得格勒（即现在的圣彼得堡），并在此见证了1917年俄国革命。1921年，伯林随家人移居英国，他在伦敦圣保罗中学接受教育，而后进入牛津大学基督圣体学院学习古典文学。1932年，时年23岁的伯林获得了牛津大学万灵学院奖学金。除个人写作外，他也将伊万·屠格涅夫的作品翻译为英文。第二次世界大战期间，伯林加入了英国外交事务部。1957至1967年，伯林于牛津大学担任社会和政治理论奇切尔教授。他在1963至1964年间担任伦敦亚里士多德哲学协会主席。1966年，伯林参与创立了牛津大学沃弗森学院，并成为其首任院长。
1946年，伯林被授予大英帝国勋章，1957年被授予下级勋位爵士，1971年被授予功绩勋章。他于1974至1978年担任英国国家学术院院长。1979年，伯林因其自始至终对公民自由的维护而获得耶路撒冷奖。1994年11月25日，伯林获得多伦多大学荣誉法学博士，他为这次颁奖准备了一个简短的信条，这个信条后被称为“致21世纪的信息”。每年在伦敦汉普斯特德犹太教堂、牛津大学沃弗森学院、英国国家学术院以及拉脱维亚城市里加均会组织以赛亚·伯林主题讲座。

## 生平

### 早年生活

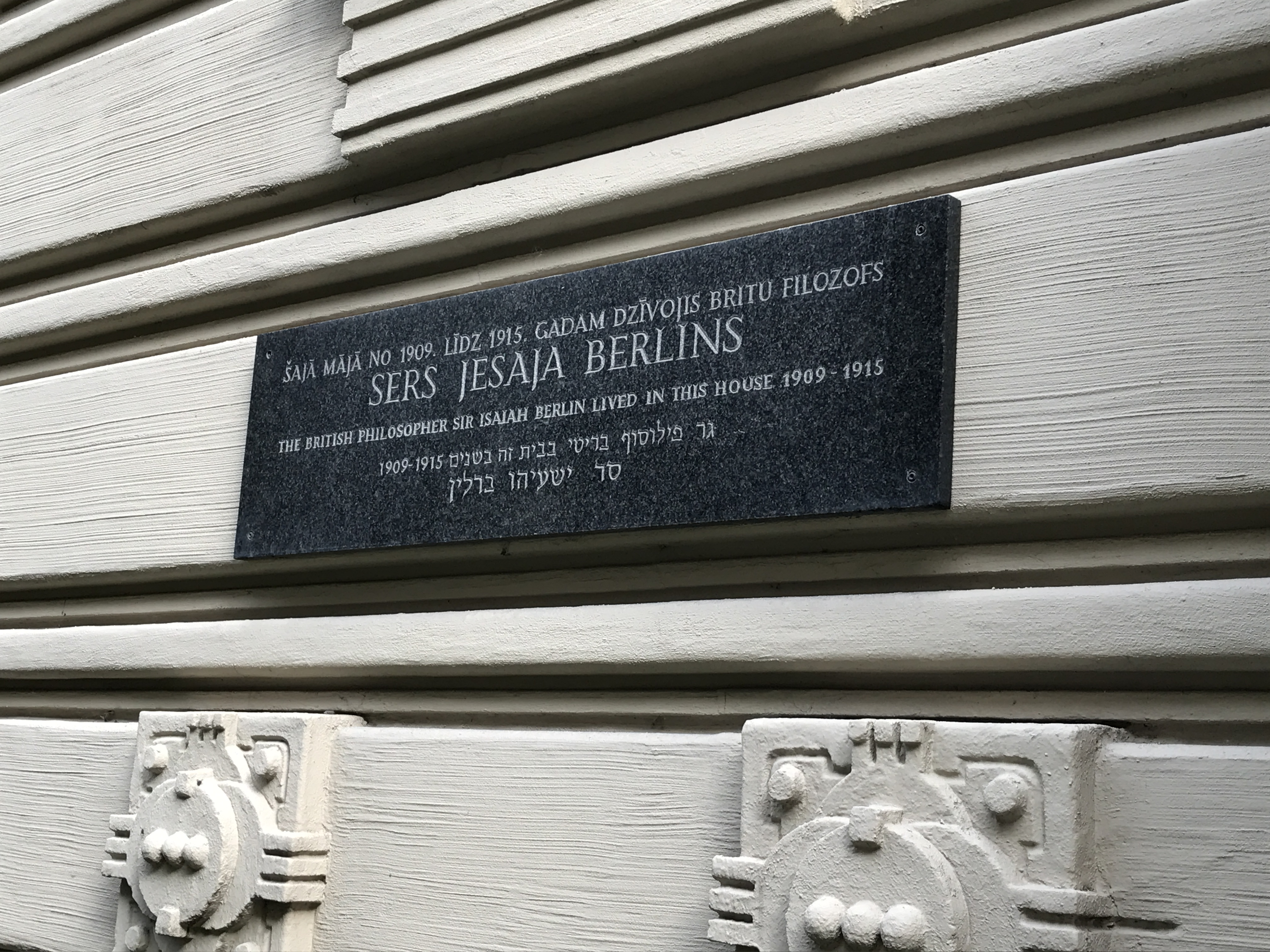
位于拉脱维亚首都里加的伯林故居，铭牌文字：英国哲学家以赛亚·伯林爵士19091915年居住于此。

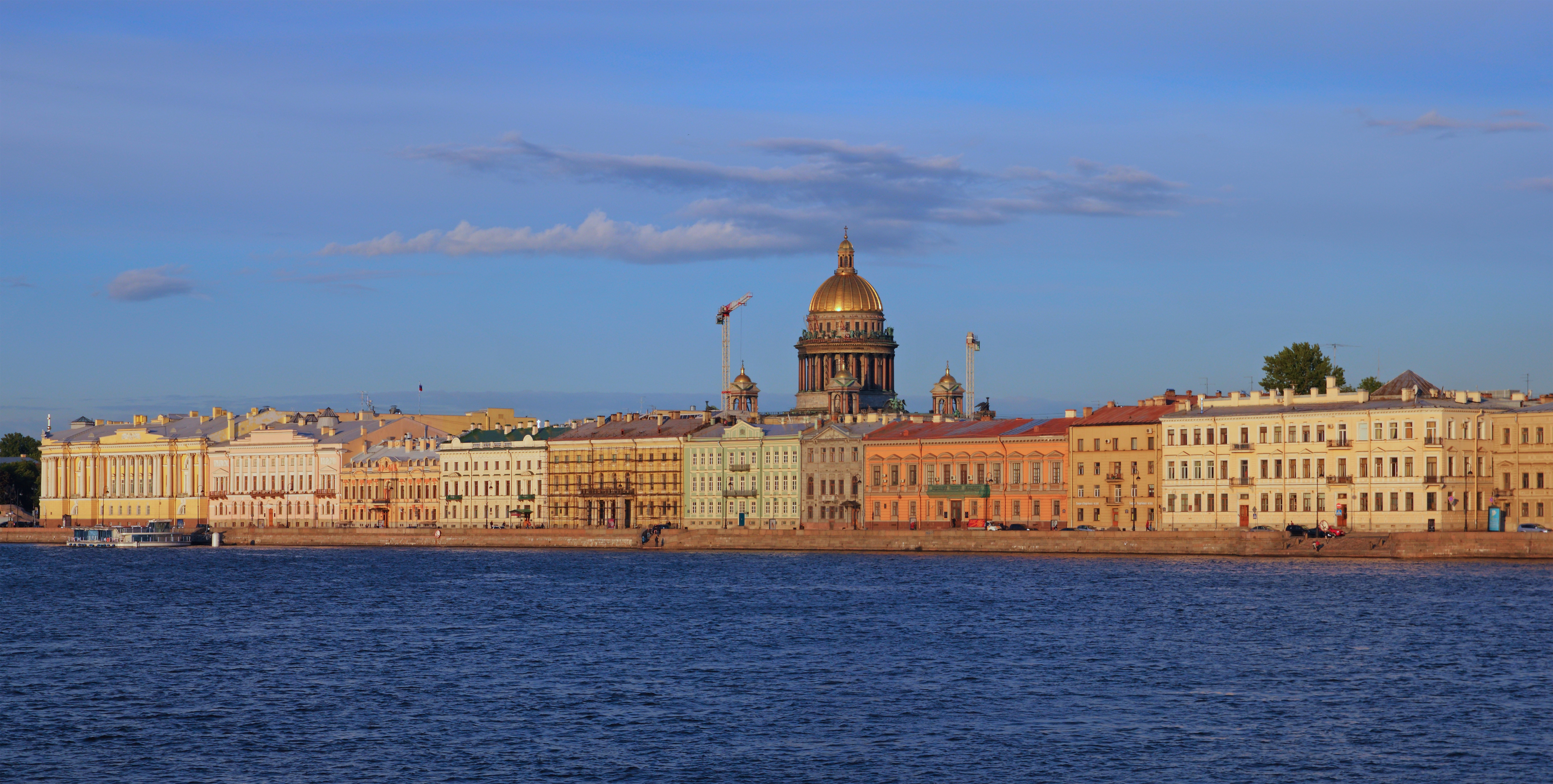
伯林在圣彼得堡时的住地，他在此目睹了俄国1917年革命。

1906年6月6日，以赛亚·伯林出生于拉脱维亚城市里加（当时当时属於沙皇俄国）的一个富裕犹太家庭，是家中唯一的儿子。他的父亲曼德尔·伯林（Mendel Berlin）从事木材贸易，母亲本名玛丽·（穆夏）·沃尔绍诺克（Marie (Musya) Volshonok）。伯林家的木材公司在波罗的海地区占重要份额，在俄国亦有林地。在俄国林地中砍伐的树木借由道加瓦河运输至公司位于里加的锯木厂。伯林的父亲是里加木材商协会主席，与西方世界工厂有频繁贸易往来，他不仅熟练掌握意第绪语、俄语、德语，亦通晓法语和英语。伯林母亲的母语是俄语，但她也熟练掌握意地绪语和拉脱维亚语。

幼时时伯林生活在里加，后搬往俄国普斯科夫附近的木材小镇安德烈亚波尔，6岁时移居彼得格勒（即现在的圣彼得堡）。在彼得格勒时，伯林与家人住在瓦西里岛，后来搬到安格里斯基大街。他们在安格里斯基大街与其他几位租户合租了一幢大楼，租户包括俄国作曲家尼古拉·里姆斯基-科萨科夫的女儿、一位芬兰事务副部长，以及一位高加索公主。然而，随着1917年俄国革命的爆发，这些租户的财富大幅缩水。很快，这些以往显贵之人不得不在革命者的命令之下去填炉子、倒垃圾、扫院子。伯林从自家窗户以及和家庭教师在城中散步时目睹了发生于1917年的俄国二月与十月革命。他在后来回忆起这段经历，尤其是一次示威者聚集在在冬宫广场时发生的事件，伯林描述道：
当时我大概七岁半，然后我——我告诉你过一个警察被拖走的可怕场景吗？——准确来说不是警察，而是潜伏在屋顶的枪手——被人拖走处以私刑……在革命初期，唯一还效忠沙皇的就是这些警察，这些人是“法老”。我还从未来有关俄国革命的历史中听到过“法老”这个称呼，但他们确实是存在的，他们就潜藏在屋顶或者阁楼。我曾经见过一个这样的人，一个法老……这不是从书本里看来的故事，它是真实发生的。这个人被人群从屋顶拽到地上，显然处境非常不妙。我看到这人被人群包围，挣扎了大约二十……这在我心里留下了十分可怕的记忆，持续影响了我后续的人生。

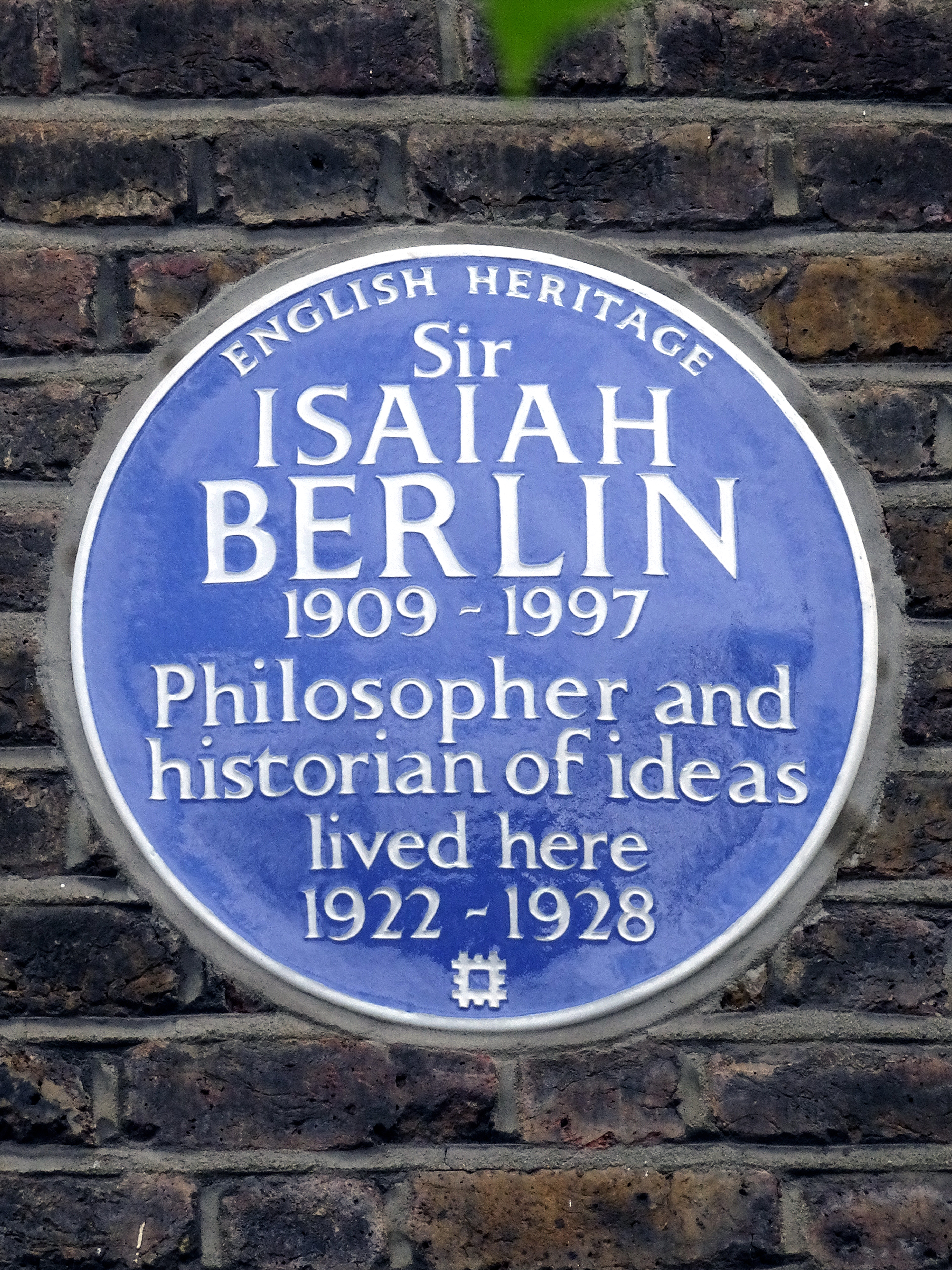
位于伦敦荷兰公园的英格兰遗产委员会蓝色牌匾，用以纪念以赛亚·伯林爵士。

革命发生后，伯林家族被认定为是资产阶级，愈发感到布尔什维克政权法令带来的压力。1920年10月5日，他们离开彼得格勒前往里加，后又在反犹的拉脱维亚当局要求下离开里加前往英国。1921年初，11岁的伯林跟随家人来到英国伦敦，居住在西南部瑟比顿地区，并进入了当地的预备学校。一年后，伯林一家搬往伦敦西部的肯辛顿地区，六年后又搬至北伦敦的汉普斯特德。
伯林的母语是俄语，刚来英国时几乎不会说英语。在英国生活不到一年，他便掌握了流利的英文。除了英语和俄语外，伯林还熟练掌握法语、德语和意大利语，此外他亦通晓希伯来语、拉丁语和古希腊语。尽管伯林的英语流利，但他的元音发音带有浓重的俄语口音。每次有人称他为英国哲学家时，他都会修正说自己是俄裔犹太人：“我是来自里加的俄裔犹太人，无论我在英国生活多久都无法改变这一点。我爱英国，我在这里受到了很好的对待，并且我也很珍惜英国生活中的许多事物，但是我是俄裔犹太人；这是我出生便带有的印记，并将伴随至我死去。”

### 教育经历
伯林在伦敦圣保罗中学接受教育，根据他的同学迈克尔·博纳维亚（Michael Bonavia）的记录，伯林
曾在学校少年辩论社和校联会取得了辉煌成果。他有着同辈远不及的新奇想法，并迅速而连贯的输出这些观点。但伯林也未因此招致嫉妒或敌意，因为他总是保持着必要的谦虚和礼貌。
1928年，从圣保罗中学毕业后，伯林申请了牛津大学贝利奥尔学院，但未获面试通过。随后他再次申请牛津大学基督圣体学院，在此修习古典文学（Literae humaniores）。他在毕业考试中获得了优等，同时还赢得了哲学专业的约翰·洛克奖。从基督圣体学院毕业后，伯林随即开始攻读哲学、政治学及经济学，并在毕业考试中再次获得了优等成绩。1932年，伯林参加考试，最终获选进入牛津大学万灵学院，其为首位进入该学院的犹太人。
在牛津大学接受教育期间，伯林结识了A.J.艾耶尔，两人成为了终身朋友与竞争对手。1940年，他参与了剑桥大学的一次哲学会议，并在会议上发表了一篇关于如何了解他人思想内在状况的论文。剑桥大学的许多哲学家出席了此次会议，其中包括当时名声显赫的路德维希·维特根斯坦。维特根斯坦驳斥了伯林论文中的观点，但对他作为知识分子的诚实与正直表示赞赏。

### 个人生活
在后续生涯中，除在二战期间为英国情报部门短暂效力外，伯林始终任职于牛津大学。出于他为英国政府付出的工作，伯林在1946年新年荣誉上被授予大英帝國勳章。他曾在1945年11月和1946年1月在列宁格勒与俄国诗人安娜·安德烈耶芙娜·阿赫玛托娃有过会面，这两次会面对双方都造成了巨大影响。伯林后来在信中表示，造访阿赫玛托娃“我认为是发生在我身上最令人激动的一件事” 。伯林因阿赫玛托娃所受的压迫而开始对苏联专制感到憎恶，这种憎恶促成了贯穿其后续作品的基调：对西方自由主义和政治自由的捍卫。

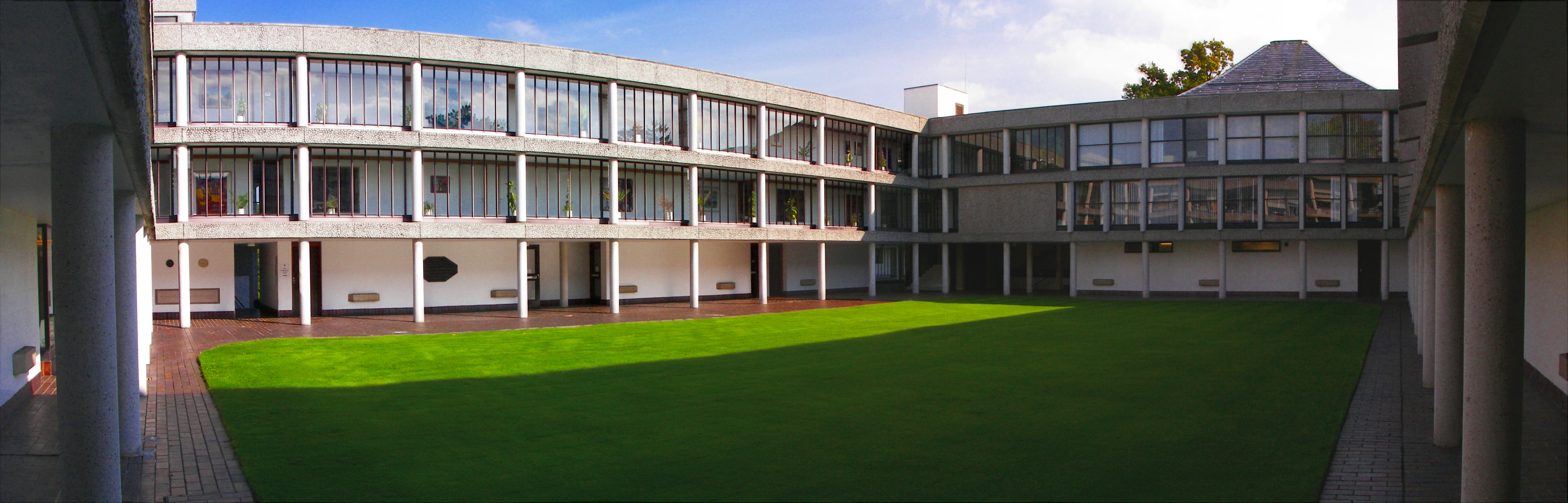
位于牛津大学沃弗森学院的伯林庭院。

1956年，伯林和艾琳·哈尔本（Aline Halban）结婚，艾琳是核物理学家汉斯·冯·哈尔本的前妻，也是法国女子高尔夫锦标赛冠军获得者。艾琳来自一个俄国流亡贵族家庭，她的祖父是大革命前圣彼得堡的一位著名银行家和慈善家，母亲则是法国石油大亨亨利·多伊奇·德拉默特的后代。
1959年，伯林获选成为美国文理科学院院士，1975年成为美国哲学会会士。1966年，伯林参与创建了牛津大学沃弗森学院。这个新学院立志成为高等学术研究中心，并且与牛津其他学院不同，它的运作是基于强烈的民主与平等主义原则。伯林亦是牛津大学罗瑟米尔美国研究所创建委员会的一员。后世揭露的文件显示，伯林曾被委托评估艾萨克·多伊彻的学术资历，由于多伊彻持有共产主义倾向，伯林反对他在苏塞克斯大学的政治学教授任命。

### 去世
1997年11月5日，伯林在牛津去世，终年88岁。他被葬于牛津沃夫寇特公墓。英国《独立报》在其讣告中写道，“他具备出色的知识分子能力，深刻理解人类的行动、希望和畏惧。他热爱生活，欣赏人类的多样性，以及不同的观点、特质、文学、音乐和艺术。”该报还表示，“以赛亚·伯林常被冠以最高级描述：世界上最伟大的谈话者，本世纪最富启发的读者，我们时代中最优秀的头脑之一。毫无疑问，他在诸多方面向我们展示了人类的最高可能性。”《纽约时报》在其头版总结道，“他的生活充满欢乐——思想的乐趣、音乐的享受、友人的陪伴……而贯穿他作品的主题则是人类的自由与尊严……以赛亚爵士散发着幸福的气息。”

## 思想观点

### 讲座与著述
伯林不爱写作，他的出版作品（包括他的文章与书籍）大多是讲座与谈话的整理。他甚至使用口述方法写信，通常是使用根德录音带记录自己的言语或是与朋友的谈话。从录音向文本的转述由伯林的秘书负责，偶尔伯林的玩笑与笑声亦被记录至文本。人们常可在伯林作品中感受到日常对话的跳跃思维。

### 两种自由概念
伯林对自由主义理论的论述影响深远。1958年，他在就任牛津大学社会和政治理论教授时发表了名为“两种自由概念”的演讲，讲稿后续被整理为文本发表。此次演讲为当时的政治哲学引入了分析哲学方法。在演讲中，伯林定义了两种自由：免于外部干涉的消极自由，此为霍布斯为自由作出的定义；以及为实现自我潜能的积极自由，这种自由并非是为摆脱某种限制，而是在自由状态下所能去做的事。伯林表示，当代许多政治思想家混淆了积极自由与理性抉择的概念，这些人认为理性并未为大众所有，而只属于社会中一小部分精英团体。因此，这种混淆便导致了政治权力的滥用，进而危及人们的消极自由。这种对于积极自由的理性阐释在19世纪被用于论证理性主义、家长主义、社会工程、历史主义，以及对人类命运的理性控制。
伯林倡导积极自由，因为他认为这种自由与雅典式的参与民主有内在联系。但消极自由和积极自由在某种意义上是对立的。英文世界的自由往往指代消极自由，也即私人的自主性，这将排除国家的存在。而自法国大革命以来，法语世界中的自由一词常被用作推行积极自由，这意味着自由的实现需要集体共同努力，那么就此而言，国家也就成了解放人民的必要工具。

### 反启蒙
伯林对启蒙运动及其批评者（尤其是詹巴蒂斯塔·维柯、约翰·戈特弗里德·赫尔德、约瑟夫·德·迈斯特和约翰·格奥尔格·哈曼）的演说显示出他对不可还原的多元伦理本体论的支持。在作品《启蒙的三个批评者》中，伯林表示哈曼是首个将人类认知视为语言表达（手势与符号）的学者。他指出，哈曼认识到理性主义者笛卡尔式观念的缺陷，即不使用语言，仅凭借“心灵思考得出一种明晰观念”的说法的荒谬性。哈曼的观点亦强烈影响了20世纪维特根斯坦提出的私人语言论证理论。

### 价值多元主义
伯林认为，价值是人类的创造，而非某种等待发现的自然事物。他指出，基于对其他文化的认知和移情，某些特定的价值——例如个体自由的重要性——具备普适性，这也即他所谓的客观价值多元主义。价值多元主义不等于价值相对主义。伯林的观点基于维特根斯坦晚期思想中的语言理论，该理论指出，价值的内在可译性是基于生活形式的随附。反之，当生活于一种文化环境的人试图理解另一种文化价值时，也反映出了人类连续的价值结构。基于上述观点，伯林指出道德价值可能在不可言说的层面上是同等有效，却是无法比较的，并且或许也会在缺乏语境的情况下相互冲突。价值冲突并不意味着一种价值比另一种更有效：例如信守诺言或许会与追寻真理相冲突，自由或许会与社会正义冲突。伯林表示，“道德冲突是内在于人类生活的，无法消除的元素”，“价值正是从其相互冲突中显现本性，展示出我们的本质”。他还认为，价值冲突不仅发生于人与人之间，亦出现在个体内部，由此引发人类生活的悲剧性。不过，经济学家艾伦·布朗指出，伯林或许忽视了价值可由其对人类福祉的贡献程度作出比较。

### 刺猬和狐狸
“刺猬和狐狸”的寓言源自古希腊诗人阿尔基罗库斯，他说，“狐狸懂得很多事情，但刺猬只懂得一個大事情”。伯林在论文中引述了这个寓言，他将哲学家归为刺猬型和狐狸型：刺猬型是指仅透过单一观点或系统来观照世界的人，例如柏拉图；而狐狸型则是追寻多种不同经验事物，并将其杂糅为一体（如莎士比亚在《哈姆雷特》第一幕第五节所写“霍拉旭，天地之間有許多事情，是你們的哲學裡所沒有夢想到的呢”）。这篇论文在大众中的欢迎程度令伯林始料未及，他后来评论说，“我并不是以严肃的态度提起这则寓言，而只是将其作为一个有趣智识游戏，但显然它被人们赋予了严肃的内涵。”

### 其他作品
伯林1954年的论文《历史的不可避免性》关注历史哲学的争议。他表示社会中存在两种关于历史的决定论观点：整个社会和生活于其中的人类，他们的命运取决于极小部份卓越的个体；世界上发生的一切都不在人类的控制范围，都出自不被人左右的无意识力量。伯林拒绝上述两种观点，认为对历史的不可避免性的解释是无意义、荒谬的。伯林也写过一些有关俄国思想史的文章，其中大多被收录在《俄国思想家》一书。此外，他也创作了一些关于同时代著名思想家和政治人物的文章，这些人物包括温斯顿·丘吉尔、富兰克林·罗斯福、哈伊姆·魏茨曼等。对十八位当代人物的评述被编为《个人印象》出版。

## 纪念
牛津大学有多项纪念以赛亚·伯林的活动，并有以他命名的奖学金，例如沃弗森以赛亚·伯林克拉伦登奖学金（Wolfson Isaiah Berlin Clarendon Scholarship），以及以赛亚·伯林客座教授席位（The Isaiah Berlin Visiting Professorship）和年度伯林讲座。沃弗森学院的伯林庭院以他的名字命名。拉脱维亚的以赛亚·伯林协会成立于2011年，协会致力于推广伯林的价值观点，并每年组织伯林日讲座活动。英国国家学术院亦从2001年起举办伯林系列讲座。伯林许多私人藏书都被捐赠给了以色列内盖夫本-古里安大学，成为了该校阿拉纳图书馆的一部分。图书馆三楼设置了以赛亚·伯林屋，其为伯林牛津大学书房的原样复制。在伯林高中母校伦敦圣保罗中学亦有以赛亚·伯林协会，该协会定期邀请世界各地著名学者，分享有关人生问题的观点，并回答学生提出的问题。最新一期活动邀请了哲学家安东尼·克利福德·格雷林、布拉德·胡克、乔纳森·丹西、约翰·科廷厄姆、蒂姆·克兰、阿里夫·艾哈迈德、休·梅勒、大卫·帕皮诺。

## 作品列表
除《未完成的对话》（Unfinished Dialogue）外，伯林自1978年以来列出的所有作品（以及再版）均由亨利·哈代编辑。除了《卡尔·马克思》（Karl Marx）外，所有书籍均为讲座、文章、信件的整理或合集。除书籍外，伯林也写过大量信件，这些信件后来也被整理出版。
| 作品名称                                               | 原名                                                                            | 出版年份 | 备注                                                |
| ------------------------------------------------------ | ------------------------------------------------------------------------------- | -------- | --------------------------------------------------- |
| 卡尔·马克思: 生平与环境                                | Karl Marx: His Life and Environment                                             | 1939     |                                                     |
| 启蒙的时代：十八世纪哲学家                             | The Age of Enlightenment: The Eighteenth-Century Philosophers                   | 1956     |                                                     |
| 刺猬和狐狸：论托尔斯泰的历史观                         | The Hedgehog and the Fox: An Essay on Tolstoy's View of History                 | 1953     |                                                     |
| 四论自由                                               | Four Essays on Liberty                                                          | 1969     |                                                     |
| 维柯与赫尔德：历史观念的两种研究                       | Vico and Herder: Two Studies in the History of Ideas                            | 1976     |                                                     |
| 俄国思想家                                             | Russian Thinkers                                                                | 1978     |                                                     |
| 概念与范畴：哲学论文集                                 | Concepts and Categories: Philosophical Essays                                   | 1978     |                                                     |
| 反潮流：观念史论文集                                   | Against the Current: Essays in the History of Ideas                             | 1979     |                                                     |
| 个人印象                                               | Personal Impressions                                                            | 1980     |                                                     |
| 扭曲的人性之材                                         | The Crooked Timber of Humanity: Chapters in the History of Ideas                | 1990     |                                                     |
| 北方的巫师：哈曼与现代非理性主义的起源                 | The Magus of the North: J. G. Hamann and the Origins of Modern Irrationalism    | 1993     |                                                     |
| 现实感：思想史研究                                     | The Sense of Reality: Studies in Ideas and their History                        | 1996     |                                                     |
| 人类的恰当研究：论文集                                 | The Proper Study of Mankind: An Anthology of Essays                             | 1997     |                                                     |
| 浪漫主义的根源                                         | The Roots of Romanticism                                                        | 1999     | 整理自1965年讲座                                    |
| 启蒙运动的三个批评者：维柯、赫尔德、哈曼               | Three Critics of the Enlightenment: Vico, Hamann, Herder                        | 2000     |                                                     |
| 思想的力量                                             | The Power of Ideas                                                              | 2000     |                                                     |
| 自由及其背叛：人类自由的六个敌人                       | Freedom and Its Betrayal: Six Enemies of Human Liberty                          | 2002     | 整理自1952年讲座                                    |
| 自由                                                   | Liberty                                                                         | 2002     | 对《四论自由》的修改与补充                          |
| 苏联的心灵：共产主义下的俄国文化                       | The Soviet Mind: Russian Culture under Communism                                | 2004     |                                                     |
| 浪漫主义时代的政治观念：它们的兴起及其对现代思想的影响 | Political Ideas in the Romantic Age: Their Rise and Influence on Modern Thought | 2006     |                                                     |
| 未完成的对话                                           | Unfinished Dialogue                                                             | 2006     | 与波兰亚捷隆大学Beata Polanowska-Sygulska博士的对话 |

### 脚注
1. 1 2  . BBC News. 8 November 1997  [7 March 2012]. （原始内容存档于2008-07-26）.
2. ↑   (PDF). Pimlico.   [6 September 2016]. （原始内容 (PDF)存档于19 May 2016）.
3. ↑  The New York Review of Books, 23 October 2014, "A Message to the 21st Century", http://www.sjpcommunications.org/images/uploads/documents/Isaiah_Berlin.pdf 的存檔，存档日期9 January 2021.
4. ↑  Joshua L. Cherniss and Steven B. Smith (eds.), The Cambridge Companion to Isaiah Berlin, Cambridge: Cambridge University Press. 2018, p. 13.
5. 1 2  Isaiah Berlin: In Conversation with Steven Lukes, Salmagundi, No. 120 (Fall 1998), pp. 52–134
6. 1 2   (PDF).   [24 March 2018]. （原始内容存档 (PDF)于2022-08-13）.
7. ↑  Ignatieff 1998，第30頁
8. ↑  Ignatieff 1998，第21頁
9. ↑  Ignatieff 1998，第26頁
10. ↑  Ignatieff 1998，第24頁
11. ↑  Isaiah Berlin and the Policeman （页面存档备份，存于） Posted on 29 March 2014, Lesley Chamberlain
12. ↑  Ignatieff 1998，第31頁
13. ↑  Ignatieff 1998，第33–37頁
14. ↑  The Book of Isaiah: Personal Impressions of Isaiah Berlin, edited by Henry Hardy, (Boydell & Brewer 2013), p. 180
15. ↑  Cultural Diversity, Liberal Pluralism and Schools: Isaiah Berlin and Education (Routledge, 2006), Neil Burtonwood, p. 11
16. ↑  Dubnov A.M. (2012) "Becoming a Russian-Jew". In: Isaiah Berlin. Palgrave Studies in Cultural and Intellectual History'. Palgrave Macmillan, New York
17. ↑  Bonavia, Michael. . The Self Publishing Association Ltd. 1990: 29.
18. ↑  Ignatieff 1998，第57頁
19. ↑  伊格纳季耶夫 2001，第5章.
20. ↑  . Haaretz.   [2023-05-30]. （原始内容存档于2017-10-20）.
21. ↑  伊格纳季耶夫 2001，译序.
22. ↑  伊格纳季耶夫 2001，第7章.
23. ↑  , 1 January 1946  [2023-05-30], （原始内容存档于2013-06-19）.
24. 1 2  伊格纳季耶夫 2001，第11章.
25. ↑  Brooks, David, , The New York Times, 2 May 2014  [2023-05-30], （原始内容存档于2023-05-30）.
26. ↑  . The Telegraph.   [2021-03-24]. （原始内容存档于12 January 2022） （英国英语）.
27. ↑  伊格纳季耶夫 2001，第14章.
28. ↑   (PDF). American Academy of Arts and Sciences.   [16 June 2011]. （原始内容存档 (PDF)于2018-11-23）.
29. ↑  . search.amphilsoc.org.   [2022-08-01]. （原始内容存档于2021-10-16）.
30. ↑  Ignatieff 1998，第268頁
31. ↑  . The Rothermere American Institute.   [22 November 2012]. （原始内容存档于17 November 2012）.
32. ↑  Isaiah Berlin, Building: Letters 1960–1975, ed. Henry Hardy and Mark Pottle (London: Chatto and Windus, 2013), 377–378.
33. ↑  伊格纳季耶夫 2001，第15章.
34. 1 2  Hardy, Henry. . The Independent. 7 November 1997  [7 March 2012]. （原始内容存档于2020-01-25）.
35. ↑  Berger, Marilyn. . The New York Times. 10 November 1997  [7 March 2012]. （原始内容存档于2023-05-31）.
36. 1 2 3  Ignatieff 1998，第113頁
37. ↑  Two Concepts of Liberty - Isaiah Berlin
38. ↑  Carter, Ian. . Zalta, Edward N.  (编).  Spring 2022. Metaphysics Research Lab, Stanford University. 2022  [2023-06-01]. （原始内容存档于2022-11-03）.
39. ↑  Isaiah Berlin, "Two concepts of liberty." Liberty Reader (Routledge, 2017) pp. 33–57 online （页面存档备份，存于）.
40. ↑  Michael C. Behrent, "Liberal Dispositions: Recent scholarship on French Liberalism." Modern Intellectual History 13.2 (2016): 447–477.
41. ↑  Steven J. Heyman, "Positive and negative liberty." Chicago-Kent Law Review. 68 (1992): 81–90. online （页面存档备份，存于）
42. ↑  Cherniss, Joshua; Hardy, Henry. . . 25 May 2010  [7 March 2012]. （原始内容存档于2019-03-23）.
43. ↑  D. Bleich. . New Literary History. 2006, 37 (3): 607–629. S2CID 144957435. doi:10.1353/nlh.2006.0000.
44. ↑  Mason, Elinor. . Zalta, Edward N.  (编).  Spring 2018. Metaphysics Research Lab, Stanford University. 2018  [2023-06-01]. （原始内容存档于2023-05-12）.
45. ↑  . www.cs.utexas.edu.   [2023-06-01]. （原始内容存档于2023-06-01）.
46. ↑  ISAIAH BERLIN A Twentieth-Century Thinker （页面存档备份，存于） by Alexis Butin
47. ↑  Berlin, Isaiah. Hardy, Henry; Hausheer, Roger , 编. . Chatto and Windus. 1997: 11, 238. ISBN 0701165278. OCLC 443072603.
48. ↑  . www.open.edu.   [2023-06-01]. （原始内容存档于2023-06-01）.
49. ↑  Brown, Alan. . Middlesex: Penguin Books. 1986: 157–158. ISBN 0140225285. OCLC 14371928.
50. 1 2  . 香港中文大學.   [2023-05-31]. （原始内容存档于2023-05-31） （中文（香港））.
51. ↑  . zh.wikisource.org.   [2023-05-31]. （原始内容存档于2023-05-31） （中文）.
52. ↑  Jahanbegloo, Ramin. . Halban Publishers. 1992: 188. ISBN 1870015487. OCLC 26358922.
53. ↑  . Oxford Academic.   [2023-06-01]. （原始内容存档于2023-06-05）.
54. ↑  Berlin, Isaiah. . 2014  [2023-05-31]. ISBN 978-0691157702. （原始内容存档于2023-05-31） –press.princeton.edu.
55. ↑  . www.fondsdots.lv.   [2023-06-01]. （原始内容存档于2023-06-01）.
56. ↑  . The British Academy.   [2023-06-01]. （原始内容存档于2023-06-05） （英语）.
57. ↑  . in.bgu.ac.il.   [2023-06-01]. （原始内容存档于2023-06-01）.
58. ↑  . St Paul's School.   [2023-06-01]. （原始内容存档于2023-06-01）.